# Pimlico (metrostation)
Pimlico is een station van de metro van Londen aan de Victoria Line dat werd geopend op 14 september 1972.

## Geschiedenis
De plannen voor de Victoria Line werden in 1955 ingediend en in maart 1966 werd het zuidelijke deel tussen Victoria en Brixton goedgekeurd echter zonder station Pimlico. In juni 1968 werd het station, terwijl de lijn al in aanbouw was, alsnog goedgekeurd. Op 23 juli 1971 werd het zuidelijke deel van de Victoria Line geopend maar Pimlico was toen alleen in ruwbouw gereed. Op 14 september 1972 was het station klaar voor gebruik en sindsdien stoppen de metro's ook in Pimlico. In maart 2015 werd het station gekozen als proefopstelling voor 'Wayfindr', een app die slechtzienden helpt hun weg te vinden door het station met behulp van iBeacon- apparatuur die in het station werd geïnstalleerd. 

## Ligging en inrichting
Het station onder de kruising van Bessborough Street en Rampayne Street is genoemd naar de wijk waar het ligt. Er wordt aangenomen dat het gebied genoemd is naar de 16e-eeuwse belastingpachter Ben Pimlico, die bekend stond om het brouwen van notenbruin bier. Het station is het enige van de Victoria Line dat geen overstappunt is voor een andere metrolijn of spoorwegstation. De hoofdingang aan Rampayne Street ligt onder in een kantoorgebouw dat tot 2006 door het Britse bureau voor de statistiek werd gebruikt. Het halletje op straatniveau heeft een krantenkiosk en een underground logo in de stenen vloer dat het gekleurde logo in het plafond weerspeigelt. Naast de krantenkiosk ligt een vaste trap naar de stationshal onder het kruispunt, de andere ingangen aan weerszijden van de voetgangerstunnel onder Bessborough Street, hebben hellingbanen voor rolstoelen. Tussen de voetgangerstunnel en de stationshal liggen echter nog wel een aantal treden en de perrons zijn alleen per roltrap bereikbaar. De perrons liggen 20 meter onder het huizenblok tussen de stationshal en het kruispunt van Moreton Street en St. George's Square. De afwerking ondergronds is zoals bij de andere stations van de Victoria Line. Onderaan de roltrappen ligt een verdeelhal tussen de perontunnels die allemaal betegeld zijn. Langs de perrons heeft de wand een fries in de lijnkleur met de stationsnaam. Pimlico heeft nog, als enige aan de Victoria Line, de verlichte roundels met de stationsnaam. Net als bij alle stations van de Victoria Line hebben de bankjes voor wachtenden een tegelmotief dat specifiek is voor het station, in dit geval gele stippen als verwijziging naar de abstracte kunst in Tate's Gallery ongeveer 400 meter ten noorden van het station.  

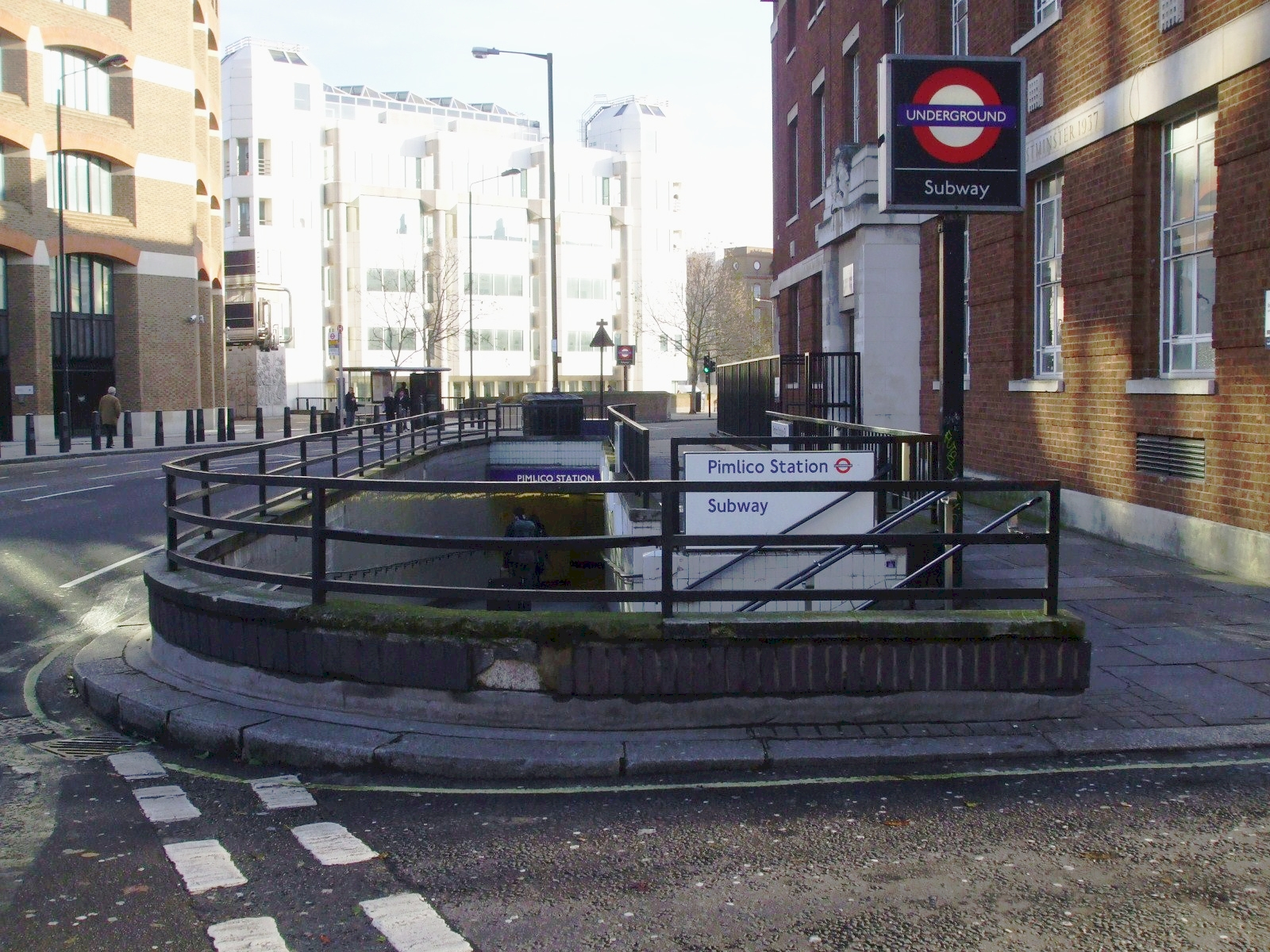
De zuidelijke ingang
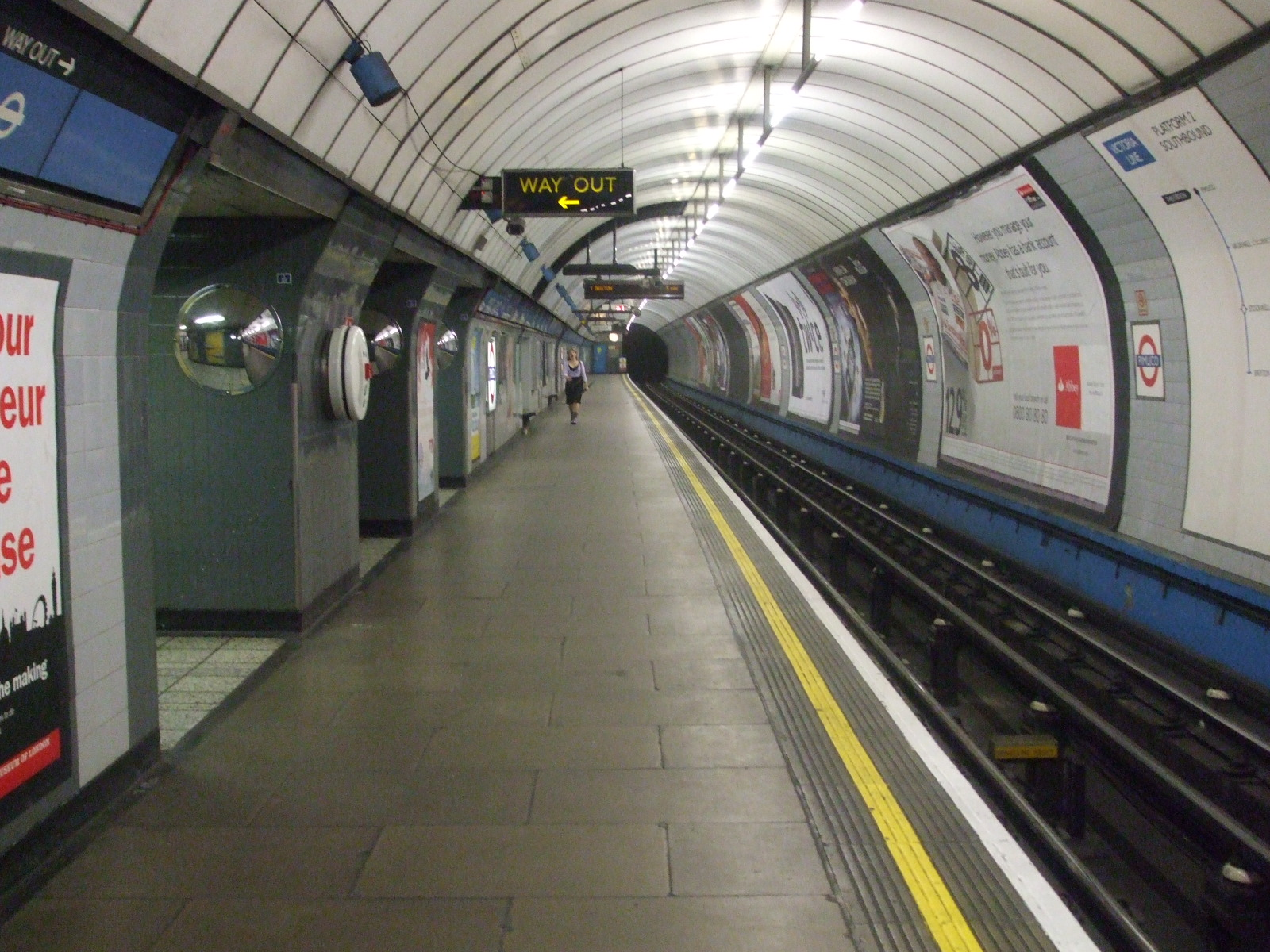
Het perron richting Brixton
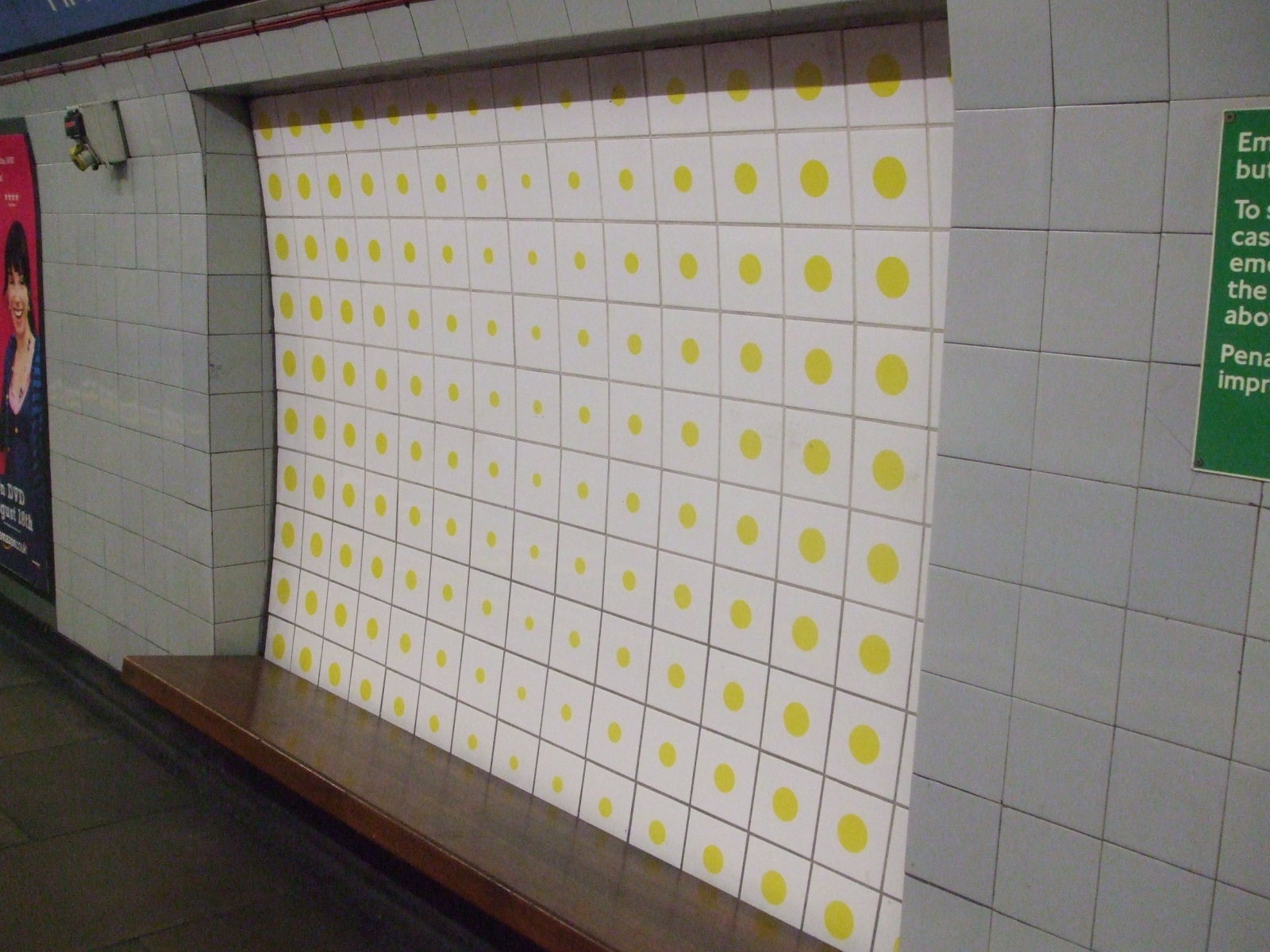
Bankje met tegelmotief

Walthamstow Central ·
Blackhorse Road ·
Tottenham Hale ·
Seven Sisters ·
Finsbury Park ·
Highbury & Islington ·
King's Cross St. Pancras ·
Euston ·
Warren Street ·
Oxford Circus ·
Green Park ·
Victoria ·
Pimlico ·
Vauxhall ·
Stockwell ·
Brixton